# Johannes Leonhardt
Max Johannes Leonhardt (* 8. April 1893 in Neustädtel (Schneeberg); † 28. Juni 1959 in Göttingen) war ein deutscher Mineraloge.
Leonhardts Vater war im Bergbau tätig, so dass früh ein Interesse für Mineralogie und Geologie bei ihm erwachte. 1914 wurde er als Soldat im Ersten Weltkrieg schwer verwundet, kam in französische Kriegsgefangenschaft und wurde 1915 über die Schweiz ausgetauscht. Ab 1917 studierte er in Leipzig und wurde 1923 bei Friedrich Rinne in Mineralogie promoviert mit einer Dissertation über Röntgenkristallographie von Topas und Natriumhydrofluorid. 1924 bis 1929 war er als wissenschaftlicher Mitarbeiter in der Studiengesellschaft für elektrische Beleuchtung (ein Institut der Firma Osram an der Universität Greifswald). Ab 1926 hielt er Vorlesungen und habilitierte sich 1928 mit einer Arbeit über Meteor-Eisen. 1929 übernahm er in Vertretung die Leitung des Mineralogischen Instituts in Kiel und wurde nach Umhabilitation 1933 nichtbeamteter außerplanmäßiger Professor. Zum 1. Mai 1937 trat er der NSDAP bei (Mitgliedsnummer 3.983.662). 1939 wurde er beamteter außerordentlicher und 1943 ordentlicher Professor in Kiel und Direktor des Instituts für Mineralogie und Petrographie. Dort richtete er ein Röntgenlabor ein. Das Mineralogische Institut wurde samt Sammlung und Bibliothek in der Nacht vom 26. auf den 27. August 1944 durch einen Bombenangriff zerstört. Dabei wurde auch das schon fertiggestellte Manuskript eines Buchs über Salzminerale und -gesteine von Leonhardt vernichtet (ein Exemplar im Institut das andere in seiner Privatwohnung). Zum Neuschreiben fand er später keine Kraft mehr (und war nach dem Krieg gesundheitlich angeschlagen). Da er Gaudozentenführer wurde er nach dem Krieg seines Amtes enthoben. 1948 wurde er wieder kommissarischer Leiter des Instituts und 1950 wieder ordentlicher Professor und Direktor. 1958 wurde er emeritiert.
Zu seinen Schülern in Kiel gehörten die Professoren Ingeburg Schaacke, Werner Borchert (TH München), Waldemar Berdesinski (Heidelberg), Robert Kühn (Honorarprofessor TH München), Werner Fischer (Marburg, Münster) und Hans-Heinrich Lohse (Marburg).
Ein von Berdesinski 1952 beschriebenes Magnesiumsulfat-Mineral erhielt Leonhardt zu Ehren den Namen Leonhardtit. Bei späteren, genaueren Analysen stellte sich allerdings heraus, dass Leonhardtit chemisch mit dem bereits 1945 von Grawe erstbeschriebenen Starkeyit identisch ist. Leonhardtit wurde daher diskreditiert, zumal aufgrund des Namens Verwechslungsgefahr mit der ebenfalls bereits bekannten Zeolith-Varietät Leonhardit (nach Karl Cäsar von Leonhard), einem dehydratisierten Laumontit, bestand.